# Фрасін-Дял
Фрасін-Дял (рум. Frasin-Deal) — село у повіті Димбовіца в Румунії. Входить до складу комуни Кобія.
Село розташоване на відстані 75 км на північний захід від Бухареста, 15 км на південний захід від Тирговіште, 131 км на північний схід від Крайови, 94 км на південь від Брашова.

## Населення
За даними перепису населення 2002 року у селі проживали 515 осіб, з них 514 осіб (99,8%) румунів. Усі жителі села рідною мовою назвали румунську.